# 武雄温泉新館
武雄温泉新館（たけおおんせんしんかん）は、佐賀県武雄市にある建築物。国の重要文化財。所在地は佐賀県武雄市武雄町大字武雄7425番地。

## 沿革
設計者は辰野金吾。1914年11月20日に上棟、翌1915年4月12日に落成した。地上2階建ての入母屋造りで、延べ床面積は409.5平方メートル。正面中央に玄関車寄を備えた木造二階建の主体部を中心に，玄関に車寄せが設けられている。中心部から両翼に平屋部分が張り出す構造で、背面に八角形の大浴場や大正天皇のために作られた浴室がある。また、当時の建築界をリードしていた建築家の辰野金吾が関与した数少ない和風建築である。建築以来、公衆浴場として使われたものの、老朽化などを理由に1973年に休館した。1986年に県重要文化財に指定された。2000年、創建時の建築に忠実に復元することが決定。復元に向けた調査は地元の建築士グループ「まち研武雄」が担った。2003年、復元工事が完了。2005年7月22日に国の重要文化財に指定された。武雄温泉の資料館となっている。

## 周辺
- 武雄温泉
  - 武雄温泉楼門 - 武雄温泉新館と同じ年に落成された建築物。辰野金吾設計。

## アクセス
- 佐世保線武雄温泉駅より徒歩約10分。